# Relations entre la Géorgie et le Saint-Siège
Les relations entre la Géorgie et le Saint-Siège sont des relations bilatérales entre la Géorgie et le Saint-Siège. Les relations diplomatiques entre les deux ont été établies le 5 mai 1992. L'ambassade de Géorgie auprès du Saint-Siège est à Rome. La nonciature apostolique (en) est située à Tbilissi.

## Historique
Les relations diplomatiques entre la Géorgie et le Saint-Siège s'étendent sur des siècles. Les rois et princes géorgiens échangent fréquemment des lettres et des ambassades avec le Saint-Siège, et une recrudescence significative des efforts missionnaires catholiques romains en Géorgie a lieu aux 17e et 18e siècles. La Géorgie devient indépendante de l'Union soviétique en 1991 et établit des relations diplomatiques avec le Saint-Siège le 5 mai 1992. La nonciature apostolique (en) de la capitale géorgienne de Tbilissi représente également le Saint-Siège dans les pays voisins du Caucase du Sud de la Géorgie, l'Arménie et l'Azerbaïdjan. Avec l'association caritative Caritas, le Saint-Siège s'est engagé dans des activités humanitaires en Géorgie.
Le pape Jean-Paul II se rend à Tbilissi en novembre 1999. Peu de temps après cette visite, la Géorgie et le Saint-Siège commencent à travailler sur un projet de traité, qui devient un sujet de controverse dans la Géorgie chrétienne largement orthodoxe. Le traité, qui envisage d'accorder à l'église catholique un statut juridique en Géorgie, doit être ratifié le 20 septembre 2003 et l'archevêque Jean-Louis Tauran, alors secrétaire aux relations avec les États, arrive à Tbilissi pour cette occasion. Des éléments orthodoxes conservateurs répondent par un rassemblement de protestation de masse et Élie II, un patriarche influent de l'Église orthodoxe géorgienne, exprime lui-même son scepticisme concernant le traité. Le président géorgien de l'époque, Edouard Chevardnadze, absent au sommet de la CEI à Yalta, en Ukraine, cède à la pression et prend la décision de dernière minute de ne pas signer le traité, suscitant les critiques des représentants du Saint-Siège, des militants des droits de l'homme et des religieux orthodoxes libéraux. Shevardnadze regrette l'échec de l'accord et ajoute que les travaux sur le traité se poursuivent.
En mai 2010, le président géorgien Mikheil Saakachvili devient le premier dirigeant géorgien à visiter la Cité du Vatican lors d'une visite d'État. Il rencontre le pape Benoît XVI et plus tard, assistant à un service de Noël catholique à Tbilissi, il remercie le Saint-Siège pour son "soutien indéfectible" à la souveraineté et à l'intégrité territoriale de la Géorgie. Le 9 janvier 2012, Benoît XVI salue la législature modifiée de la Géorgie sur les minorités religieuses adoptée en juillet 2011,. Du 30 septembre au 1er octobre 2016, le pape François effectue une visite de deux jours en Géorgie, rencontrant le président Guiorgui Margvelachvili et le patriarche orthodoxe géorgien Ilia II.

## Ambassadeurs de Géorgie auprès du Saint-Siège
- Amiran Kavadze, de 2001 à 2004 (résidant à Genève)
- Kéthévane Bagration de Moukhrani, de 2005 à 2014
- Tamar Grdzelidze, depuis 2014

## Nonces en Géorgie
- Jean-Paul Aimé Gobel, de 1993 à 1998, également archevêque titulaire de Calatia (de)
- Peter Stephan Zurbriggen, de 1998 à 2001, également archevêque titulaire de Glastonia (de)
- Claudio Gugerotti, de 2001 à 2011, également archevêque titulaire de Ravello
- Marek Solczyński, depuis 2011[7], également archevêque titulaire de Césarée-en-Maurétanie (de)